# Будённовка (Ульяновская область)
Будённовка — посёлок в составе Елховоозёрского сельского поселения Цильнинского района Ульяновской области.

## География
Находится у автомобильной трассы Ульяновск-Казань при реке Цильна, на расстоянии примерно 25 километров на север-северо-восток по прямой от районного центра села Большое Нагаткино.

## История
В 1990-е годы отделение СПК «Волга».

## Население
| 2010 |
| ---- |
| 5    |

Население составляло 11 человек в 2002 году (чуваши 91 %), 5 по переписи 2010 года.

## Инфраструктура
Основа экономики — сельское хозяйство .

## Транспорт
Посёлок доступен автотранспортом. Остановка общественного транспорта «Будённовка (Ульяновская область)». 